# Doctor Manuel Velasco Suárez
Doctor Manuel Velasco Suárez es una localidad del municipio de Chiapilla ubicado en la región de Los Llanos del estado mexicano de Chiapas.

## Toponimia
El nombre de la localidad rinde homenaje a Manuel Velasco Suárez (1914-2001), neurólogo y gobernador del estado entre 1970 a 1976.

## Geografía
La localidad de Doctor Manuel Velasco Suárez se sitúa en las coordenadas geográficas 16°34′55″N 92°42′58″O / 16.581944, -92.716111, a una elevación de 554 metros sobre el nivel del mar.

## Demografía
Según el Censo de Población y Vivienda 2020, efectuado por el Instituto Nacional de Estadística y Geografía, la localidad de Doctor Manuel Velasco Suárez tiene 493 habitantes, de los cuales 250 son del sexo masculino y 243 del sexo femenino. Su tasa de fecundidad es de 2.2 hijos por mujer y tiene 145 viviendas particulares habitadas.
| Gráfica de evolución demográfica de Doctor Manuel Velasco Suárez entre 1980 y 2020 |
|                                                                                    |
| INEGI.                                                                             |